# 市间合作
市间合作 (IMC)是城市间公共服务领域联合法律的统称。属于一个管理学的术语。

## 概述
市是一个行政管理单位，在欧洲有数百年的历史。而IMC是指两个或多个市政府之间的协作，提供公共服务。所有的盈利和亏损都是合作者均分的。合作可以是简单的工作关系，或者更高级的合作，例如建立合资公司。由于在城市之间的行政经常有零区，所以市间合作非常重要，为了让公共服务更加顺畅、有效。IMC可以分为两类：合作协议，城市之间共同合作，共同运营公司，共享服务法律。服务协议，一个城市为另一个城市提供服务，例如，A城市为B城市提供铲雪服务。两种情况下，都可以有任何类型的合作。

## 历史
今天，城市之间经常需要合作。历史上，城市间合作的经典案例是汉萨同盟。是由北欧城市建立的，从13世纪持续到17世纪。当工业革命到来，城市越来越大，对公共服务的要求越来越高。在20世纪初，IMC不是强迫性质的，但逐渐越来越被法律所规定。在1911建立的“Siedlungsverband Ruhr”城市联盟至今存在。他有很广泛的权利计划建立Ruhr地区。服务和标准在二战后逐渐加强。但是成本越来越高，而居民人数越来越少，财政收入越来越少，市政府在公共服务质量和数量都面临着问题。一个减少成本、提高效率的方法就是和毗邻城市合作。

## 优点和障碍
IMC用来提高公共服务的效率、有效性。城市之间共同投资、运作公共服务可以减少成本、达到规模经济效益，特别是人口减少的情况下。特别是最新科技的运用，是IMC的优点之一，如果没有合作，单独城市可能无法承受高额的成本。另外，市间合作可以消除重复成本，欧盟一体化的特征就是提供城市间更自由合作的可能。
市间合作的最大障碍之一是合作伙伴之间缺乏信任，尽管合作意味着共同提供公共服务，但是政治家和公民可能害怕对服务丧失控制权。每方都可能担心被利用。另外，还常常存在复杂的法律框架，市政府可寻求专业咨询公司的帮助，市民在合作中可能担心损失统一性，政治家可能担心丧失控制权。在开始就应该充分沟通，如果没有沟通，合作的范围就会受到限制。

## 市间合作的类型

### 联合行动
联合行动是最低等级的市间合作，是一种对双方都没有约束的行为，最常见的是城市之间的合作性旅游开发。

### 公共合同
公共合同的约束性比联合行动更加强，这种合作的成本很低，唯一需要的法律咨询。一般当一个城市的服务和另一个城市的服务类似的时候，常用这种方式，例如一个城市提供扫雪服务给另一个城市，获得一定收入。

### 行政单位
还有一种市间合作的方式是行政单位。城市间成立新的单位，转移公共服务权利，同时行政单位有权利对服务进行收费，如果收费的话，需要明确双方的责任和义务。例如，一些城市间的供水、垃圾处理等机构。

### 私有有限公司
在市间合作中成立私有有限公司有很多问题，一些国家，如德国，允许这些提供共同服务的私有有限公司，公司的目的可以是盈利的而不是公益的。通过私有公司法律，最简单的组织形式为私有有限公司。合作市政府可从中收益。成立速度快，责任明确。如果所有者商定一定程度的损失，合作可能会带来损失。

### 公共有限公司
以公共有限公司的形式进行市间合作是较少用的一种方式。尽管公共有限公司和私人有限公司的有限责任类似，但是高额的管理和财政费用让人们较少用公共有限公司。同时，公共有限公司很难控制。

## 国际上的市间合作

### 比利时
2001年颁布了市间合作条例，比利时政府改革了市间合作的规定。法律规定了一系列市间合作的方式，同时规定了一系列监督措施，保证城市委员会行使控制权。法律框架坚持市间合作的“纯洁性”。

### 芬兰
在芬兰，市间合作是保障公共服务价格合理的一种重要工具。芬兰当地政府实行分辖，具有很多责任规定，市政府提供很多种服务，城市间的服务竞争也很常见。

### 法国
法国很长时间以来一直受中央政府统治，上个世纪地方政府的管辖权越来越大。市间合作一般是自发形式。行政过于集中在法国认为是有害的。IMC是保证公共服务价格便宜的一个越来越重要的手段。

### 德国
市间合作在德国有很悠久的历史，在德国的行政系统中(州、联邦州、社区)，市政府自己负担公共服务，因此鼓励地方政府让服务效率更高。

### 英国
和其他欧洲国家不同，地方政府受到很多限制。因此市间合作在英国不普遍。尽管市政府有权进行市间合作，但一般很少花费额外的费用。

### 美国
美国政府高度分散，有39.000个地方政府，其中22.000个的居民数少于2.500人。除了提供公共服务外，美国地方政府运用私有化和临市合作。合作中保持不同的属性，获得规模经济优势。很多合作是单一功能的（教育、供水、房屋、运输等）。